# Joseph Davidovits
 (février 2022).
- Si vous ne connaissez pas le sujet, laissez ce bandeau (vous pouvez alors contacter les auteurs).
- Si vous supprimez le contenu mis en cause (vous pouvez préalablement contacter les auteurs),

argumentez précisément cette suppression dans la page de discussion
(un manque de référence n'est pas un argument ; une recherche réelle de référence doit avoir été effectuée, être formellement documentée).
 (février 2022).
Joseph Davidovits (né le 23 mars 1935) est un scientifique français, docteur en sciences et professeur des universités, inventeur du concept de géopolymère et de la chimie de la géopolymérisation. Il est ou a été membre actif des sociétés scientifiques internationales suivantes : American Chemical Society, American Ceramic Society (en), American Concrete Institute (en), New York Academy of Sciences.
Il est également amateur d'histoire de l'Égypte et est l'auteur d'essais où il développe des hypothèses sur la construction des pyramides d'Égypte en pierre réagglomérée ou sur l'origine des Israélites. Ces hypothèses ont été unanimement rejetées par la communauté scientifique. 

## Parcours
En 1958, Joseph Davidovits obtient un diplôme d'ingénieur en génie chimique de l’École nationale supérieure de chimie de Rennes, en France. En 1960, il obtient un doctorat ès sciences en chimie macromoléculaire de l'Université de Mayence, en Allemagne. Entre 1962 à 1972, il étudie les polymères organiques pour l'industrie textile en France.
En 1964, il reçoit le prix annuel de la Textile Chemical Society pour ses travaux sur les polymères organiques linéaires. En 1972, après divers incendies catastrophiques en 1970 en France impliquant plastiques organiques inflammables, il décide de mener des recherches sur de nouveaux matériaux résistant à la chaleur. Il crée la société de recherche privée française Cordi (SA) (appelé plus tard Cordi-Géopolymère SARL), une entreprise familiale. Toutes les publications liées à la recherche de 1972 à 1979 sur la chimie du solide aluminosilicate sont relatives à la littérature des brevets.
En 1979, il crée le concept de géopolymère avec la fondation de l'organisme sans but lucratif Institut Géopolymère. La même année, il présente deux théories pour le deuxième Congrès international d'égyptologie, organisé par le CNRS à Grenoble ; une sur la fabrication d'objets en pierre artificielle (vases de pierre dure) par les anciens Égyptiens, l'autre sur l'incarnation de Dieu dans la construction en pierre des pyramides d’Égypte. La théorie de Davidovits a été prise au sérieux par le professeur Hobbs du MIT à Boston qui a essayé, avec l'aide de certains employés, de reconstruire une pyramide selon les données détenues par le chimiste français.
En 1983, il est nommé professeur adjoint de chimie à l'Université Barry, à Miami, en Floride, où il fonde l'Institut des sciences appliquées archéologiques (IAPAS) pour étudier la technologie utile ancienne et faire progresser la clarté de l'histoire ancienne.
Entre 1983 et 1989, en collaboration avec Lone Star Industries, un ciment géopolymère appelé PYRAMENT et des mélanges de ciment associés ont été développés. En 1994, l'Association nationale pour la science, technologie et société (Nast) et la Fédération des Sociétés Matériaux, États-Unis, lui décernent le prix du Ruban d'or.
Entre 1994 et 1997, il est coordinateur scientifique du programme européen de recherche industrielle GEOCISTEM, financé par l'Union européenne, consacré au développement de ces nouveaux ciments géopolymères pour l'inertage des déchets dangereux et radioactifs et la restauration de sites sévèrement pollués notamment en Europe de l'Est.
Entre 1995 et 2000, il est coordinateur scientifique du projet GEO-COMPOSITES financé par la Federal Aviation Administration (FAA) (en collaboration avec Rutgers, université de l'État de New Jersey).
En 1999, il est nommé professeur honoris causa de l'université d’Architecture de Xi'an, Chine.
Il est aujourd'hui président de l'Institut Géopolymère, président de la conférence annuelle Géopolymère Camp, et un membre actif de plusieurs sociétés scientifiques dont : American Chemical Society, American Ceramic Society, American Concrete Institute, Académie des sciences de New York et l'Association internationale des égyptologues.

## Spéculations archéologiques
Davidovits s'est intéressé en amateur à l'histoire de l'Égypte et est l'auteur d'essais où il développe des hypothèses sur la construction des pyramides d'Égypte en pierre réagglomérée ou sur les origines des Israélites.

### Construction des pyramides d'Égypte
Selon Joseph Davidovits, le calcaire argileux, naturellement présent sur les lieux de la construction, a été désagrégé dans l'eau, puis mélangé à un liant essentiellement constitué de natron et de chaux. Ce mélange, versé sur place dans des moules, se serait alors solidifié pour former une pierre réagglomérée, aussi solide qu'une pierre naturelle,. Cette explication est jugée fantaisiste par l'ensemble de la communauté scientifique. Ainsi, dans un article publié en 1992, Robert Louis Folk et Donald Harvey Campbell soutiennent au contraire que l'hypothèse de Davidovits est incompatible avec l'analyse géologique des blocs de la pyramide. Selon eux, les dimensions et les formes des blocs ne sont probablement pas le produit de la coulée dans des moules en bois, et certains blocs présentent des marques d'extraction. 

### Hypothèses sur l'origine des Israélites
Après avoir découvert les travaux d'Alexandre Varille et Clément Robichon, deux égyptologues français qui, en 1935, ont fouillé les ruines du temple mortuaire d'Aménophis Houy fils de Hapou, Davidovits, prenant connaissance d'une fresque rapportée par les deux égyptologues constate que le nom écrit à l'envers de ce haut personnage de la cour d'Amenhotep III correspond à celui tel que décrit dans la Bible. Il est également l'auteur d'ouvrages sur l'origine des Hébreux.

## Épigraphie égyptienne
Il remet en cause la stèle de la Victoire du pharaon Mérenptah.

## Publications
- (en) The Pyramids: An Enigma Solved, avec Margie Morris, Hippocrene Books, New York, 1988  (ISBN 0-87052-559-X).
- Ils ont bâti les pyramides, éditions Jean-Cyrille Godefroy, 2002  (ISBN 2-86553-157-0).
- La nouvelle histoire des pyramides d'Égypte, éd. Jean-Cyrille Godefroy, 2004  (ISBN 2-86553-175-9).
- La Bible avait raison, tome 1, L’archéologie révèle l’existence des Hébreux en Égypte, éd. Jean-Cyrille Godefroy, 2005  (ISBN 2-86553-182-1).
- La Bible avait raison, tome 2, Sur les traces de Moïse et de l’Exode, éd. Jean-Cyrille Godefroy, 2006  (ISBN 2-86553-190-2).
- (en) Geopolymer Chemistry & Applications, éd. Institut Géopolymère, 2008, 2011  (ISBN 9782951482050)
- De cette fresque naquit la Bible, Paris, Jean-Cyrille Godefroy, 2009, 364 p. (ISBN 286553216X, OCLC 449489987, BNF 42155634)
- L'histoire oubliée des Hébreux, Paris, Éditions Dervy, 2023, 300 p. (ISBN 9791024217482, OCLC 1377016919, BNF 47238886, SUDOC 269333290)

## Prix et distinctions

### Distinction
- Ordre national du Mérite[9].

### Récompenses scientifiques internationales
- 26 septembre 1994 : Ruban d’Or NASTS, décerné par le National Press Club, Washington DC, USA, par le National Academy of Engineering, The Federation of Materials Societies et le National Association for Science, Technology and Society
- 4 novembre 2005 : Membre d’Honneur du National Noise Observatory of the Czech Republic (Narodni Hlukova Observator CR), Prague (République tchèque)